# فینال جام اتحادیه فوتبال انگلستان ۲۰۲۱
فینال جام اتحادیه فوتبال انگلستان ۲۰۲۱ (انگلیسی: 2021 EFL Cup Final)، رقابت پایانی جام اتحادیه فوتبال انگلستان در سال ۲۰۲۱ میلادی است که مابین دو تیم منچستر سیتی و تاتنهام هاتسپر در ورزشگاه ومبلی لندن برگزار شده‌است.
این مسابقه که در تاریخ ۲۵ آوریل ۲۰۲۱ انجام شده‌است با نتیجه ۱ بر ۰ به سود تیم منچستر سیتی به پایان رسید.

## مسابقه
| منچستر سیتی | ۱–۰   | تاتنهام هاتسپر |
| ----------- | ----- | -------------- |
| لاپورت ۸۲'  | گزارش |                |